# 4 октомври
4 октомври е 277-ият ден в годината според григорианския календар (278-и през високосна). Остават 88 дни до края на годината.

## Събития
- 771 г. – След смъртта на брат си Карломан, Карл Велики става единствен владетел на Франкската държава.
- 1366 г. – Започва антитурският (по-късно и антибългарски) кръстоносен морски поход на граф Амадей VI Савойски.
- 1537 г. – Излиза от печат първата пълна англоезична Библия с преводи на Уилям Тиндъл и Майлс Ковърдел.
- 1582 г. – Въведен е Григорианският календар от папа Григорий XIII; в Италия, Полша, Португалия и Испания 4 октомври е последван от 15 октомври.
- 1824 г. – Мексико е обявено за република.
- 1830 г. – Белгия е обявена за независима държава, след като 15 години е била част от Нидерландия
- 1853 г. – Кримска война: Османската империя обявява война на Русия, след като тя отказва да изтегли войските си от дунавските княжества.
- 1883 г. – Ориент Експрес започва първото си пътуване от Париж до Румъния, преминавайки през 6 държави.
- 1910 г. – След бягството на крал Мануел II във Великобритания Португалия става република.
- 1912 г. – Балканска война: Османската империя обявява война на Балканския съюз.
- 1930 г. – Основан е футболният клуб АЕЛ.
- 1957 г. – Космическа програма на СССР: Съветският съюз изстрелва от космодрума в Байконур първия в света орбитален изкуствен спътник Спутник-1.
- 1958 г. – Обявена е Петата френска република.
- 1974 г. – Започва строежът на автомагистрала Хемус, предвидена да свързва София и Варна.
- 1963 г. – Гамбия получава право на вътрешно самоуправление, а на следващата година става независима държава.
- 1974 г. – В Гърция е основана партията „Нова демокрация“.

- 1990 г. – Демонтирана е петолъчката от фасадата на вече бившия Партиен дом в София.
- 1993 г. – Руска конституционна криза (1992 – 1993): Борис Елцин потушава бунта на твърдолинейните комунисти, след 10-часов щурм с танкове срещу сградата на парламента в Москва.
- 2001 г. – Полет 1812 на „Сибериа Еърлайнс“: Самолет „Туполев Ту-154“ е свален над Черно море от заблудена украинска военна ракета С-200, загиват 78 души.
- 2004 г. – Американският частен ракетоплан SpaceShipOne извършва втория си пробен полет в космоса, за което получава наградата Ansari X Prize в размер на 10 млн. долара.

## Родени
- 1289 г. – Луи X, крал на Франция († 1316 г.)
- 1542 г. – Роберто Белармино, италиански кардинал († 1621 г.)
- 1729 г. – Джовани Пиранези, италиански художник († 1778 г.)
- 1787 г. – Франсоа Гизо, френски политик († 1874 г.)
- 1802 г. – Адолф Ниел, френски генерал († 1869 г.)
- 1814 г. – Жан-Франсоа Миле, френски живописец († 1875 г.)
- 1822 г. – Ръдърфорд Хейс, 19-и президент на САЩ († 1893 г.)
- 1853 г. – Стефан Панаретов, български учен († 1931 г.)
- 1874 г. – Гаврил Кацаров, български историк († 1958 г.)
- 1892 г. – Енгелберт Долфус, австрийски политик († 1934 г.)
- 1895 г. – Бъстър Кийтън, американски актьор († 1966 г.)
- 1895 г. – Рихард Зорге, журналист († 1944 г.)
- 1903 г. – Андрей Гречко, съветски маршал († 1976 г.)
- 1903 г. – Джон Атанасов, американски компютърен пионер († 1993 г.)
- 1903 г. – Ернст Калтенбрунер, нацистки офицер († 1946 г.)
- 1912 г. – Любомир Ангелов, български футболист († 1984 г.)
- 1916 г. – Виталий Гинзбург, руски физик, Нобелов лауреат († 2009 г.)
- 1923 г. – Чарлтън Хестън, американски актьор († 2008 г.)
- 1924 г. – Иван Митев, български лекар († 2006 г.)
- 1926 г. – Георги Георгиев – Гец, български актьор († 1996 г.)
- 1937 г. – Франц Враницки, австрийски политик
- 1938 г. – Иван Лалов, български физик
- 1939 г. – Ангел Михайлов, български композитор († 1998 г.)
- 1941 г. – Ан Райс, американска писателка († 2021 г.)
- 1945 г. – Димитър Кирков, български писател († 2017 г.)
- 1946 г. – Сюзън Сарандън, американска актриса
- 1949 г. – Луис Сепулведа, чилийски писател († 2020 г.)
- 1952 г. – Кърстен Кук, английска актриса
- 1955 г. – Хорхе Валдано, аржентински футболист
- 1967 г. – Лив Шрайбър, американски актьор
- 1976 г. – Алиша Силвърстоун, американска актриса
- 1980 г. – Томаш Росицки, чешки футболист
- 1982 г. – Кейти Макграт, ирландска актриса
- 1984 г. – Елена Катина, руска певица (Тату)
- 1984 г. – Ивайло Захариев, български актьор
- 1986 г. – Йоанна Темелкова, българска актриса
- 1989 г. – Кими Майснер, американска фигуристка
- 1990 г. – Михаела Маевска, българска спортистка

## Починали
- 1305 г. – Камеяма, 90-и император на Япония (* 1249 г.)
- 1497 г. – Беноцо Гоцоли, италиански художник (* 1421 г.)
- 1660 г. – Франческо Албани, италиански художник (* 1578 г.)
- 1669 г. – Рембранд ван Рейн, холандски художник (* 1606 г.)
- 1747 г. – Амаро Парго, испански корсар (* ок. 1678 г.)
- 1800 г. – Йохан Херман, френски зоолог (* 1738 г.)
- 1872 г. – Владимир Дал, руски писател и лексикограф (* 1801 г.)
- 1879 г. – Сергей Соловьов, руски историк (* 1820 г.)
- 1903 г. – Ото Вайнингер, австрийски философ (* 1880 г.)
- 1936 г. – Георги Баласчев, български историк и археолог (* 1869 г.)
- 1944 г. – Стоян Филипов, български революционер и политик (* 1877 г.)
- 1944 г. – Иван Хаджийски, български философ, социолог, общественик и народопсихолог (* 1907 г.)
- 1947 г. – Макс Планк, германски физик, Нобелов лауреат през 1919 (* 1858 г.)
- 1970 г. – Джанис Джоплин, американска певица (* 1943 г.)
- 1982 г. – Ахмед Хасан ал-Бакър, иракски политик (* 1914 г.)
- 1982 г. – Глен Гулд, канадски пианист и композитор (* 1932 г.)
- 1983 г. – Богдан Добранов, български духовник (* 1914 г.)
- 1985 г. – Евдокия, българска княгиня (* 1898)
- 1989 г. – Греъм Чапман, британски комедиант (* 1941 г.)
- 1992 г. – Денис Хълм, новозеландски автомобилен състезател (* 1936 г.)
- 1997 г. – Никола Николов, български писател и общественик (* 1920 г.)
- 2006 г. – Оскар Пастиор, немски поет (* 1927 г.)
- 2007 г. – Емил Камиларов, български цигулар и педагог (* 1928 г.)
- 2013 г. – Во Нгуен Зиап, виетнамски генерал (* 1911 г.)
- 2023 г. - Васко Лазаров,български народен певец (* 1964 г.)

## Празници
- Ден на свети Франциск от Асизи
- Световен ден за защита на животните (начало на световната десетдневка на животните) - Решение за отбелязването му е взето през 1931 г. на международния конгрес на Движението за защита на природата във Флоренция.
- Лесото – Ден на независимостта (от Великобритания, 1966 г., национален празник)
- Мозамбик – Ден на мира и разбирателството
- България – Ден на информационното общество – професионален празник на специалистите по компютърна техника, информационни технологии и автоматика – с Решение № 633 от 27 септември 2007 г. на Министерски съвет[1]
- Празник на българския програмист